# Centrum Tłumaczeń dla Organów Unii Europejskiej
Centrum Tłumaczeń dla Organów Unii Europejskiej (ang. The Translation Centre for the Bodies of the European Union – CdT) — instytucja Unii Europejskiej, której siedziba jest w Luksemburgu zajmująca się tłumaczeniami aktów prawnych Unii Europejskiej na 24 języki oficjalne. Powstanie zainicjowane było rozporządzeniem Rady Europy z 28 listopada 1994 r.
Każda osoba fizyczna lub prawna ma prawo dostępu do dokumentów Centrum Tłumaczeń dla Organów Unii Europejskiej. Wniosek o udostępnienie dokumentu należy kierować do Centrum za pośrednictwem jego strony internetowej, poczty elektronicznej, drogą listowną bądź faksem. Centrum odpowiada na wnioski o udostępnienie, wstępne lub potwierdzające, w terminie 15 dni roboczych, począwszy od daty rejestracji wniosku. W przypadku wniosków złożonych lub o dużej objętości ww. termin może ulec przedłużeniu o kolejne 15 dni roboczych. Każde wydłużenie terminu winno zostać umotywowane, a wnioskodawca winien zostać uprzednio powiadomiony o przedłużeniu terminu.